# Bryum yasudae
Bryum yasudae là một loài Rêu trong họ Bryaceae. Loài này được (Broth.) Ochi mô tả khoa học đầu tiên năm 1959.